# Хицовка
Хицовка — деревня в Починковском районе Смоленской области России. Входит в состав Даньковского сельского поселения. Население — 150 жителей (2010 год).
Расположена в центральной части области в 3 км к юго-западу от Починка, в 0,1 км западнее автодороги А141 Орёл — Витебск, на берегу реки Свеча. В 5 км северо-восточнее деревни расположена железнодорожная станция Починок на линии Смоленск — Рославль.

## История
В годы Великой Отечественной войны деревня была оккупирована гитлеровскими войсками в июле 1941 года, освобождена в сентябре 1943 года.